# Dixon (Missouri)
Dixon is een plaats (city) in de Amerikaanse staat Missouri, en valt bestuurlijk gezien onder Pulaski County.

## Demografie
Bij de volkstelling in 2000 werd het aantal inwoners vastgesteld op 1570.
In 2006 is het aantal inwoners door het United States Census Bureau geschat op 1528, een daling van 42 (-2,7%).

## Geografie
Volgens het United States Census Bureau beslaat de plaats een oppervlakte van
2,6 km², geheel bestaande uit land. Dixon ligt op ongeveer 297 m boven zeeniveau.

## Plaatsen in de nabije omgeving
De onderstaande figuur toont nabijgelegen plaatsen in een straal van 20 km rond Dixon.